# Częstochowa (district)
Częstochowa (powiat częstochowski) is een Pools district (powiat) in de woiwodschap Silezië. Het district heeft een oppervlakte van 1519,49 km² en telt 135.760 inwoners (2014).
Stadsdistricten:
Bielsko-Biała ·
Bytom ·
Dąbrowa Górnicza ·
Gliwice ·
Jaworzno ·
Katowice ·
Jastrzębie Zdrój ·
Chorzów ·
Mysłowice ·
Piekary ·
Ruda Śląska ·
Rybnik ·
Siemianowice ·
Sosnowiec ·
Świętochłowice ·
Częstochowa ·
Tychy ·
Zabrze ·
Żory

Districten:
Będzin ·
Bielsko-Biała ·
Bieruń-Lędziny ·
Cieszyn ·
Częstochowa ·
Gliwice ·
Kłobuck ·
Lubliniec ·
Mikołów ·
Myszków ·
Pszczyna ·
Racibórz ·
Rybnik ·
Tarnowskie Góry ·
Wodzisław ·
Zawiercie ·
Żywiec